# Марещенков, Пётр Григорьевич
Пётр Григорьевич Марещенков (род. 12 мая 1935 умер 03.12.2024) — буровой мастер конторы бурения № 1 объединения «Сахалиннефть» Министерства нефтедобывающей промышленности СССР. Герой Социалистического Труда. (23.05.1966).

## Биография
Родился 12 мая 1935 года в деревне Горы Спас-Деменского района ныне Калужской области в семье колхозника.
С 1949 года жил в Сахалинской области. После окончания семилетки поступил в Охинский нефтяной техникум, получив в 1956 году специальность техника по бурению нефтяных и газовых скважин. Трудовую деятельность начал рабочим буровой установки конторы бурения № 1 объединения «Сахалиннефть». В мае 1959 года 24-летнего комсомольца Марещенкова назначили мастером буровой бригады, которой в 1960 году было присвоено звание коллектива коммунистического труда.
Молодёжная бригада под его руководством одной из первых увеличила скорость проходки нефтяных скважин, пробурив за 1962 год 10537 метров, что на 1277 метров больше плана.  Благодаря этой технической инициативе страна получила 665 тысяч тонн нефти, 324 миллиона кубометров газа. Производительное время в бурении было доведено до 81,9%, что на 23% выше, чем в среднем по объединению.
В феврале 1963 года коллективы рабочих, служащих и инженерно-технических работников конторы бурения №1 объединения «Сахалиннефть», Тымского леспромхоза и Александровского рыбокомбината выдвинули Марещенкова кандидатом в депутаты Верховного Совета РСФСР VI созыва от Александровского избирательного округа №628. Избран в депутаты на выборах 3 марта 1963 года.
Указом Президиума Верховного Совета СССР от 23 мая 1966 года за выдающиеся заслуги в выполнении заданий семилетнего плана по добыче нефти и достижение высоких технико-экономических показателей в работе Марещенкову Петру Григорьевичу присвоено звание Героя Социалистического Труда с вручением ордена Ленина и золотой медали «Серп и Молот».
1956—1979 годы — буровой мастер Тунгорского УБР, заместитель начальника Центральной инженерно-технологической службы Северо-Сахалинского управления буровых ворот (УБР).
С 1979 года работал в Майкопском управлении буровых работ в городе Майкоп Адыгейской автономной области Краснодарского края (ныне — Республика Адыгея).
Делегат XXII (1961) и XXIII (1966) съездов КПСС и XIV съезда ВЛКСМ (1962). Депутат Верховного Совета РСФСР 6-го созыва (1963—1967).
Также избирался депутатом Сахалинского областного Совета депутатов.
Награждён орденом Ленина (23.05.1966), медалями.

## Награды
- Золотая медаль «Серп и Молот» (23.05.1966);
- Орден Ленина (23.05.1966).
- Медаль «В ознаменование 100-летия со дня рождения Владимира Ильича Ленина» (6 апреля 1970)
- отраслевые награды

## Память

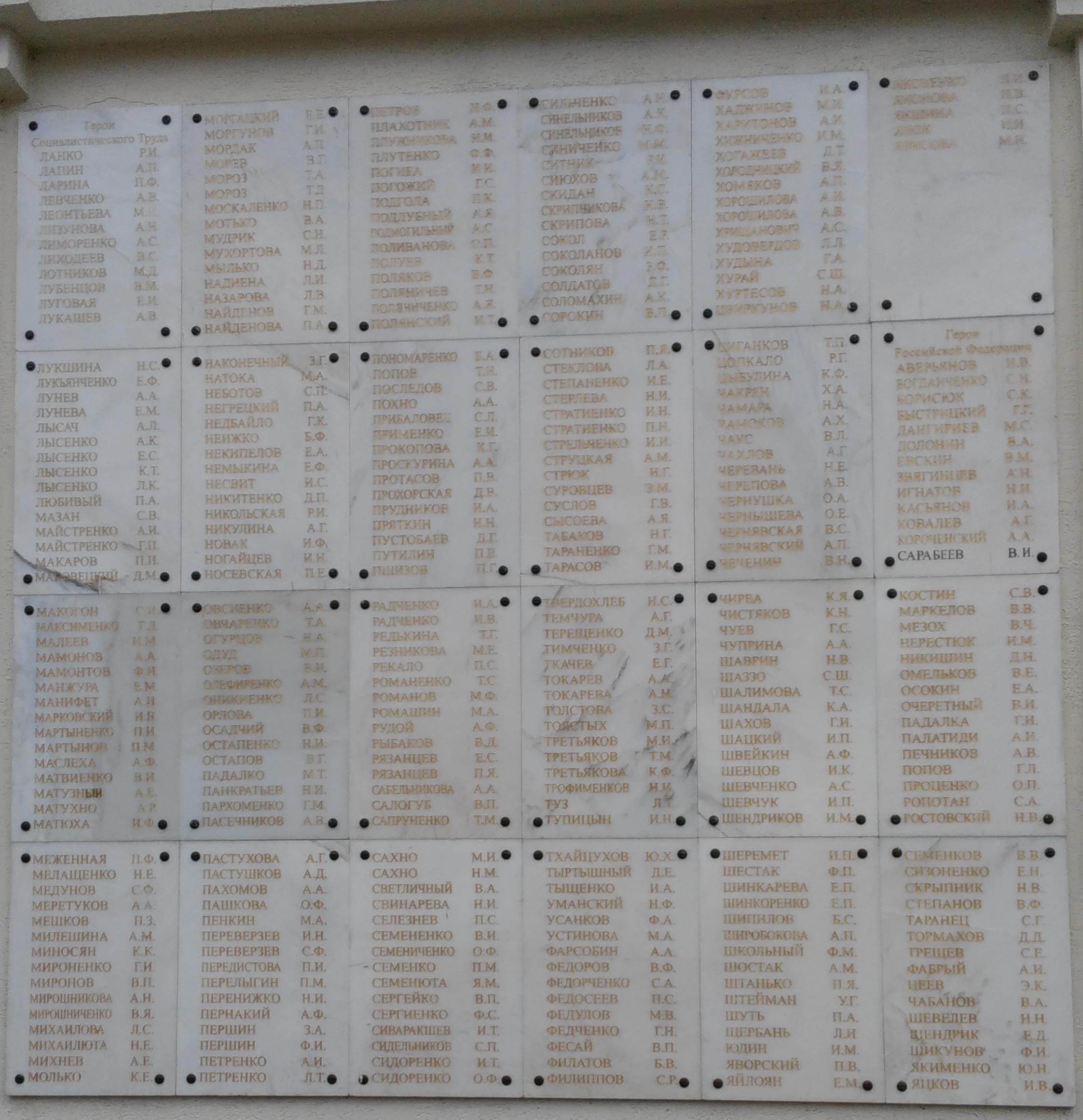
Мемориальная доска с именами Героев Социалистического Труда Кубани и Адыгеи. Краснодар 2017

- Имя Героя золотыми буквами вписано на мемориальной доске в Краснодаре